# I grandi successi originali (Rondò Veneziano)
Rondò Veneziano: I grandi successi originali è la ventunesima compilation dei Rondò Veneziano pubblicata nel 2000 dalla BMG Ricordi serie Flashback.

## Tracce

### Disco I
1. Ca' d'Oro (Gian Piero Reverberi e Laura Giordano) - 6'04
2. Musica... fantasia (Gian Piero Reverberi e Laura Giodano) - 3'37
3. Notturno veneziano (Gian Piero Reverberi e Laura Giordano) - 3'12
4. Misteriosa Venezia (Gian Piero Reverberi e Laura Giordano) - 3'00
5. Magica Melodia (Gian Piero Reverberi e Laura Giordano) - 2'54
6. Estasi veneziana (Gian Piero Reverberi e Laura Giordano) - 3'10
7. Capriccio veneziano (Gian Piero Reverberi e Laura Giordano) - 3'46
8. Cameo (Gian Piero Reverberi e Laura Giordano) - 3'02
9. Venezia notturna (Gian Piero Reverberi e Laura Giordano) - 4'25
10. Cattedrali (Gian Piero Reverberi e Laura Giordano) - 11'26
11. La scala d'oro -

### Disco II
1. Odissea veneziana
2. Preludio all'amore
3. Carrousel
4. Gondole sulla laguna
5. Poesia di Venezia
6. Rondò veneziano
7. Colombina
8. Giochi d'acqua
9. Scaramucce
10. Arabesco
11. Pulcinella
12. Canal Grande